# جائزة ريتشارد دوكينز
جائزة ريتشارد دوكينز (بالإنجليزية: Richard Dawkins Award)‏ هي جائزة سنوية يمنحها مركز الاستفسار (CFI). أسست في عام 2003 ومنحت في البداية من قبل التحالف الملحد الأمريكي بالتنسيق مع ريتشارد دوكينز ومؤسسة ريتشارد دوكينز للعقل والعلم. وفي عام 2019، نقلت الجائزة رسميًا إلى CFI.‏ CFI هي منظمة أمريكية غير ربحية تدعي على موقعها الإلكتروني بشكل مختلف أنها تروج للعقل، والعلم، وحرية البحث، والقيم الإنسانية، أو العلم، والعقل، والقيم العلمانية. قدمت الجائزة في البداية من قبل التحالف الملحد الأمريكي لتكريم "الملحد المتميز"، الذي قام بتدريس أو الدعوة إلى المعرفة العلمية وقبول اللاألوهية، ورفع الوعي العام. تقدم الجائزة حاليًا من قبل مركز الاستفسار إلى فرد مرتبط بالعلم أو المنح الدراسية أو التعليم أو الترفيه، والذي "يعلن علنًا قيم العلمانية والعقلانية، ويدعم الحقيقة العلمية أينما تقود". على أن المتلقي يجب أن تجري الموافقة عليه من قبل دوكينز نفسه.
سُميت جائزة ريتشارد دوكينز تكريمًا لعالم الأحياء التطوري البريطاني. وفي استطلاع أجرته مجلة بروسبكت عام 2013، احتل دوكينز المرتبة الأولى في قائمة تصنيفات "مفكري العالم". وهو مشهور بمعتقداته الإلحادية، وقد ألف كتبًا منها "وهم الإله" و"الإله المتجاوز: دليل المبتدئين". حصل جيمس راندي على جائزة ريتشارد دوكينز الأولى، وهو ساحر قام بالتحقيق وفضح العديد من الادعاءات الخارقة للطبيعة. في عام 2005، حصل بين جيليت وتيلر، بالاشتراك مع بين وتيلر، على الجائزة. وفي عام 2009، حصل بيل مار على الجائزة؛ ونظرًا لآرائه حول اللقاحات وانتقاده للطب المبني على الأدلة، أشار طبيب الأورام ديفيد جورسكي إلى حصوله على الجائزة باعتباره "غير مناسبًا". وفي عام 2020، أصبح جاويد أختر أول هندي يحصل على الجائزة. وفي عام 2021، حصل تيم مينشن على الجائزة. في عام 2022، حصل نيل ديجراس تايسون على الجائزة قائلاً إنه شرف يناله فوق كل الآخرين.

## قائمة الفائزين
| السنة | الصورة                                                           | الاسم             | ملاحظات | المراجع       |
| ----- | ---------------------------------------------------------------- | ----------------- | --- | ------------- |
| 2003  | Photographic portrait of James Randi                             | جيمس راندي        | كان راندي ساحرًا قام بالتحقيق وفضح قراءة الأفكار، وهمس الأشباح، وقراءة الطالع، وغيرها من الادعاءات الخارقة. يُعرف مهنيًا باسم "راندي المذهل"، وقد حصل على جائزة ماك آرثر.                                                                                                  | [ 9 ]         |
| 2004  | Photographic portrait of Ann Druyan                              | آن درويان         | درويان منتجة أفلام ومخرجة ومحاضرة وكاتبة. وهي ملحدة، وتؤكد أن الإيمان الديني "يناقض قيم العلم". | [ 2 ] [ 11 ]  |
| 2005  | Photographic portrait of Penn Jillette (right) and Teller (left) | بين وتيلر         | بين جيليت وتيلر، المعروفان معًا باسم بين وتيلر، هما ثنائي ساحر حائزان على جائزة إيمي. كلاهما يعرفان بإلحادهما. | [ 2 ] [ 11 ]  |
| 2006  | Photographic portrait of Julia Sweeney                           | جوليا سويني       | سويني ممثلة وكاتبة، اشتهرت بعملها في ساترداي نايت لايف. لقد كتبت "قصتي الجميلة لفقدان الإيمان" موضحة إلحادها. | [ 2 ] [ 11 ]  |
| 2007  | Photographic portrait of Daniel Dennett                          | دانيال دينيت      | عمل دينيت أستاذًا ومديرًا لمركز الدراسات المعرفية بجامعة تافتس. قام بتأليف العديد من الكتب بما في ذلك "شرح الوعي"، و"فكرة داروين الخطيرة"، و"أنواع العقول". ويجادل بأنه "يجب ألا نحافظ على أسطورة الرب - لقد كانت عكازًا مفيدًا، لكننا تجاوزنا ذلك".                        | [ 26 ]        |
| 2008  | Photographic portrait of Ayaan Hirsi Ali                         | آيان هرسي علي     | علي مهاجرة صومالية شغلت منصب عضو في البرلمان الهولندي. وهي مسلمة سابقة تحولت إلى الإلحاد، وناقدة صريحة للقرآن. وفي عام 2023، تحولت علي من الإلحاد إلى المسيحية ولا تزال تنتقد الإسلام والقرآن.                                                                          | [ 5 ]         |
| 2009  | Photographic portrait of Bill Maher                              | بيل مار           | مار هو كاتب سياسي ساخر ومضيف برنامج الوقت الحقيقي مع بيل مار. قام ببطولة فيلم ريليجولوس عام 2008، والذي وصفته مؤسسة ريتشارد دوكينز للعقل والعلم بأنه "أبرز فيلم ضد الدين في الولايات المتحدة" عام 2008.                                                                 | [ 13 ]        |
| 2010  | Photographic portrait of Susan Jacoby                            | سوزان جاكوبي      | جاكوبي مؤلفة ووصلت إلى نهائيات جائزة بوليتزر. وهي ملحدة، وقد ألفت العديد من الكتب، بما في ذلك عصر اللاعقلانية الأمريكية والآلهة الغريبة: تاريخ علماني للتحويل. | [ 5 ]         |
| 2011  | Photographic portrait of Christopher Hitchens                    | كريستوفر هيتشنز   | كان هيتشنز صحفيًا وقام بتأليف كتاب "الإله ليس عظيما"، والذي أطلقت عليه الكاتبة سوزان سونتاج "العالم الصغير لأولئك الذين يحرثون مجال الأفكار". | [ 37 ] [ 38 ] |
| 2012  | Photographic portrait of Eugenie Scott                           | إيوغيني سكوت      | سكوت هي عالمة أنثروبولوجيا شغلت منصب مدير المركز الوطني لتعليم العلوم. وهي ملحدة. | [ 40 ] [ 41 ] |
| 2013  | Photographic portrait of Steven Pinker                           | ستيفن بينكر       | بينكر هو عالم لغوي وعالم نفس وأستاذ في جامعة هارفارد. قام بتأليف كيف يعمل العقل. وهو ملحد. | [ 44 ]        |
| 2014  | Photographic portrait of Rebecca Goldstein                       | ريبيكا غولدشتاين  | غولدشتاين مؤلفة حاصلة على درجة الدكتوراه في الفلسفة. حصلت على الميدالية الوطنية للعلوم الإنسانية لعام 2014. قامت بتأليف الكتاب الخيالي 36 حجة لوجود الله، والذي أشار إليه الكاتب جوناثان بيكمان في صحيفة الغارديان بأنه "[يسخر] من أوهام كل من الأتقياء وغير الأتقياء". | [ 48 ]        |
| 2015  | Photographic portrait of Jerry Coyne                             | جيري كوين         | كوين هو أستاذ علم البيئة والتطور في جامعة شيكاغو. وهو مؤيد لنظرية التطور، ويؤكد أن "الإيمان بالله [...] ضار، بل وخطير، ويتعارض بشكل أساسي مع العلم". | [ 51 ]        |
| 2016  | Photographic portrait of Lawrence Krauss                         | لورنس كراوس       | كراوس هو عالم فيزياء أمريكي كندي. وقد وصفته ميليسا بوغ، رئيسة التحالف الملحد الأمريكي آنذاك، بأنه "مدافع متحمس عن الإلحاد والعقل المعروف في جميع أنحاء العالم". | [ 52 ]        |
| 2017  | Photographic portrait of David Silverman                         | ديفيد سيلفرمان    | سيلفرمان أمريكي شغل منصب رئيس منظمة الملحدين الأمريكيين. أشارت إليه صحيفة واشنطن بوست على أنه أحد "أبرز الملحدين" في أمريكا. | [ 55 ]        |
| 2018  | Photographic portrait of Stephen Fry                             | ستيفن فراي        | فراي هو ممثل كوميدي وممثل وناشط بريطاني، حصل على الجائزة بسبب "دوره في الشكوكية والإلحاد والعقلانية". | [ 56 ]        |
| 2019  | Photographic portrait of Ricky Gervais                           | ريكي جيرفيه       | جيرفيه هو ممثل كوميدي وكاتب سيناريو وممثل بريطاني، معروف بتفكيره النقدي وعقلانيته وعلمانيته. | [ 57 ]        |
| 2020  | Photographic portrait of Javed Akhtar                            | جاويد أختر        | أختار شاعر وشاعر غنائي، وهو أول هندي يحصل على الجائزة. حصل على جائزة ل"التفكير النقدي، وإخضاع العقيدة الدينية للتدقيق، وتعزيز التقدم الإنساني والقيم الإنسانية". | [ 58 ]        |
| 2021  | Photographic portrait of Tim Minchin                             | تيم مينشن         | مينشن هو موسيقي وممثل كوميدي، حصل على الجائزة "لإلهام جمهور عالمي للعثور على المتعة في العقل والعلم والشك". | [ 15 ]        |
| 2022  | Photographic portrait of Neil deGrasse Tyson                     | نيل ديجراس تايسون | تايسون هو عالم فيزياء فلكية ومؤلف ومتواصل علمي أمريكي. منذ عام 1996، كان مديرًا لقبة هايدن السماوية في مركز روز للأرض والفضاء في مدينة نيويورك. | [ 16 ]        |
| 2023  | Photographic portrait of Bill Nye                                | بيل نآي           | بيل نآي هو مهندس ميكانيكي أمريكي، ومحاور علمي، ومقدم برامج تلفزيونية. اشتهر بأنه مقدم البرنامج التلفزيوني لتعليم العلوم بيل نآي رجل العلوم (1993-1999) وكمعلم علوم في الثقافة الشعبية.                                                                                  | [ 60 ]        |
| 2024  | Photographic portrait of Brian Cox                               | براين كوكس        | براين كوكس هو عالم فيزياء بريطاني، اشتهر بكتبه العلمية الشعبية وبكونه مقدم برامج علمية على شاشة التلفاز. | [ 61 ]        |

## وصلات خارجية
- CFI (بالإنجليزية)